# Archyala lindsayi
Archyala lindsayi är en fjärilsart som beskrevs av Alfred Philpott 1927. Archyala lindsayi ingår i släktet Archyala och familjen äkta malar. Inga underarter finns listade i Catalogue of Life.